# Forest River
La ville de Forest River est située dans le comté de Walsh, dans l’État du Dakota du Nord, aux États-Unis. Lors du recensement de 2010, sa population s’élevait à 125 habitants.

## Histoire
Forest River a été fondée en 1887.

## Démographie
| 1900 | 1910 | 1920 | 1930 | 1940 | 1950 |
| ---- | ---- | ---- | ---- | ---- | ---- |
| 252  | 233  | 226  | 198  | 207  | 236  |

| 1960 | 1970 | 1980 | 1990 | 2000 | 2010 |
| ---- | ---- | ---- | ---- | ---- | ---- |
| 191  | 169  | 152  | 148  | 154  | 125  |

## Source
- (en) Cet article est partiellement ou en totalité issu de l’article de Wikipédia en anglais intitulé « Forest River, North Dakota » (voir la liste des auteurs).